# Bernard Zacharias
Bernard Zacharias (Luik, 2 maart 1967) is een Belgisch politicus van de PFF.

## Levensloop
Zacharias werd licentiaat in de Germaanse talen aan de Universiteit van Luik. Hij werd beroepshalve bedrijfsleider van een distilleerderij.
Voor de PFF was hij van 2012 tot 2018 gemeenteraadslid van Raeren. Tevens was hij van 2014 tot 2018 provincieraadslid van Luik en raadgevend lid van het Parlement van de Duitstalige Gemeenschap.